# Karin Månsdotter
Titre
Reine consort de Suède-Finlande
4 juillet – 29 septembre 1568
(2 mois et 25 jours)
Signature
Karin Månsdotter, née le 5 novembre 1550 à Stockholm et morte le 13 septembre 1612 à Kangasala, est une des rares roturières devenue reine de Suède-Finlande par son mariage avec le roi Éric XIV.

## Biographie
Karin Månsdotter est la fille du soldat et geôlier Måns et de son épouse Ingrid, issus tous deux de la paysannerie de l'Uppland.
Elle épouse le 4 juillet 1568 le roi Éric XIV et devient ainsi reine de Suède. Ils eurent quatre enfants :
- Sigrid (en) (1566-1633) (née avant mariage) ;
- Gustave (1568-1607) (né avant mariage) ;
- Henrik (1570-1574) ;
- Arnold (1572-1573).

## Hommage
Un vitrail de Wladimir Swertschkoff représentant la reine est visible à la cathédrale luthérienne de Turku, où se trouve son tombeau.

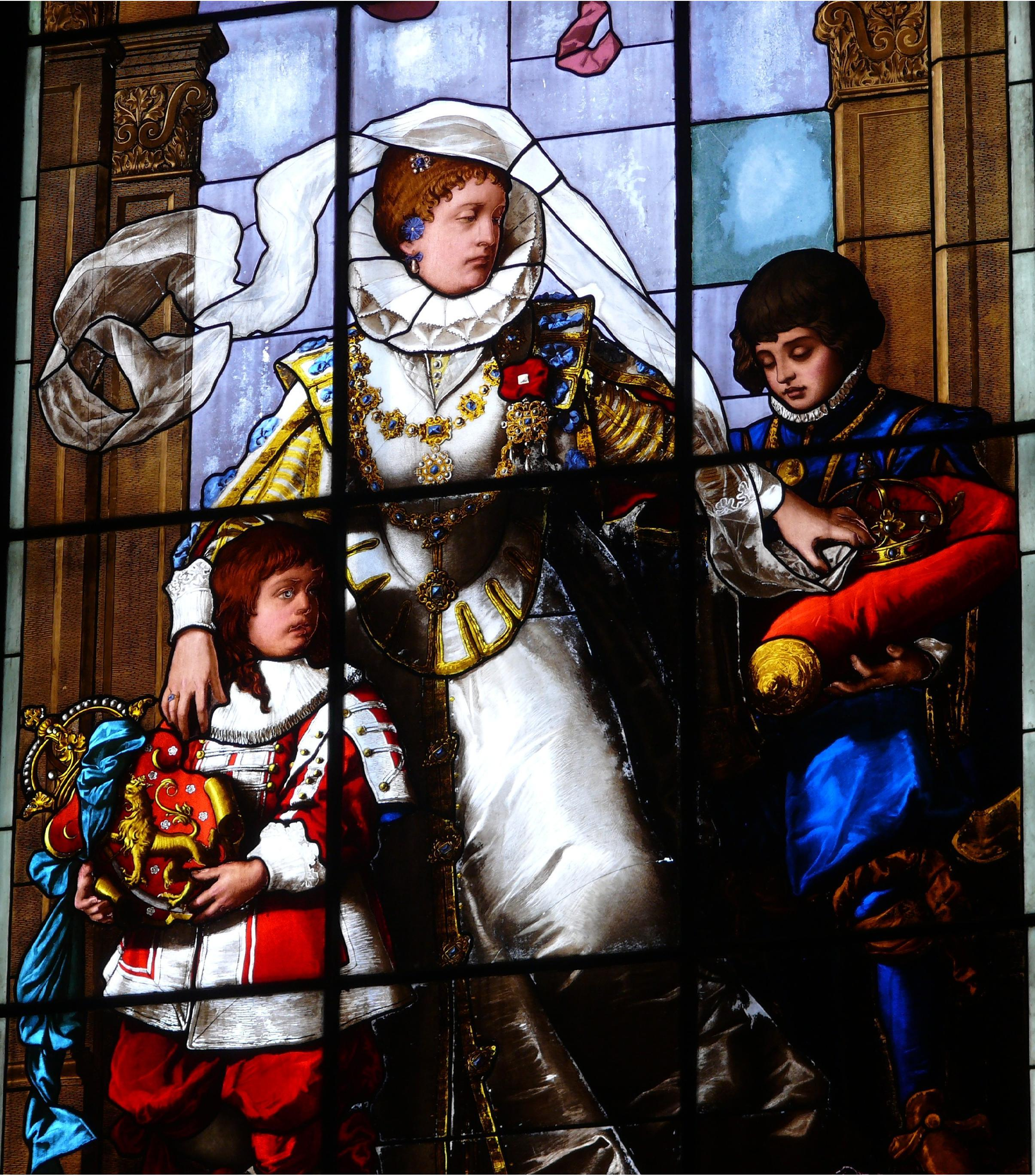
Vitrail de la Reine Karine dans la Cathédrale de Turku